# عصام فايل
عصام فايل السناني، من مواليد 14 أغسطس 1984، لاعب كرة قدم عماني.
بدأ مسيرته الكروية مع نادي صور، وفي يناير 2006 انتقل إلى نادي الجهراء، لعب معهم حتى يونيو 2007، ومنذ عام 2007 وهو يلعب مع نادي كاظمة. وفي عام 2008 انتقل إلى نادي النصر الكويتي.

## روابط خارجية
- عصام فايل على موقع الاتحاد الدولي (مؤرشف)  (الإنجليزية)
- عصام فايل على موقع قاعدة بيانات كرة القدم.إي يو (الإنجليزية)
- عصام فايل على موقع ناشيونال فوتبول تيمز (الإنجليزية)
- عصام فايل على موقع Soccerway.com (الإنجليزية)
- عصام فايل على موقع كووورة